# José Cubero
José Cubero (Sarchí Norte, 14 febbraio 1987) è un calciatore costaricano, centrocampista del Sarchí.